# 巴里桑山脈

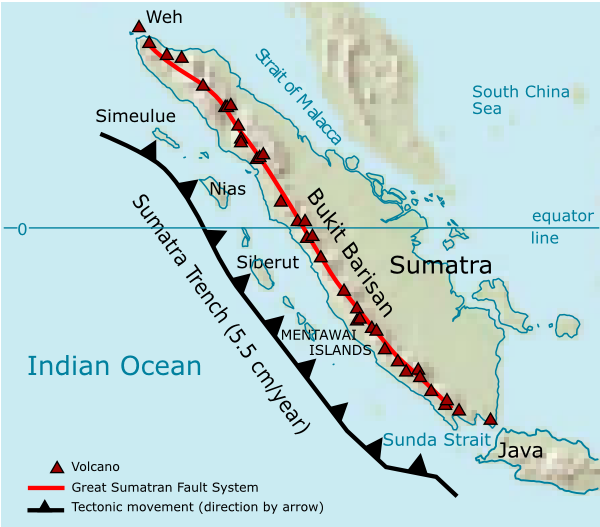
巴里桑山脈地圖

巴里桑山脈（Barisan Mountains）是印度尼西亞蘇門答臘西部的山脈，全長1,700公里，主要由火山組成，海拔高度3,800米的葛林芝火山是山脈中最高的山峰，山脈南端附近有武吉巴里杉西拉坦國家公園。
3°00′S 102°15′E / 3.000°S 102.250°E